# Kostivere
Kostivere est un petit bourg (alevik) estonien de la région d'Harju au nord du pays. Il appartient à la commune de Jõelähtme (autrefois de Jegelecht) et avait une population de 746 habitants en 2007 et de 733 habitants en 2009. Il est connu pour son manoir de la fin du XVIIe siècle.
Au 31 décembre 2011, le petit bourg compte 753 habitants.